# Henry Thynne (3e marquis de Bath)
Pour les articles homonymes, voir Henry Thynne.
Henry Frederick Thynne, 3e marquis de Bath (24 mai 1797 - 24 juin 1837), portant le titre vicomte Weymouth entre janvier et mars 1837, est un commandant de la marine britannique et un homme politique.

## Biographie
Il est le deuxième fils de Thomas Thynne (2e marquis de Bath), auquel il succède en mars 1837 (son frère aîné non marié, Thomas, est mort deux mois avant leur père). Il hérite de terres dans les comtés de Monaghan, Shropshire, Somerset et Wiltshire.
Il fait ses études au Collège d'Eton. Il sert ensuite dans la Royal Navy et atteint le rang de capitaine en 1822, après quoi il passe au Corps des transmissions et ne retourne pas en mer. De 1824 à 1826 et de 1828 à 1832, il est député (conservateur) de Weobley, dans le Herefordshire.

## Famille
Il épouse Harriet Baring, fille d'Alexander Baring le 19 avril 1830. Ils ont quatre enfants:
- Louisa Isabella Harriet Thynne (1834-1919), mariée en 1862 au général Sir Robert Feilding, fils de William Feilding (7e comte de Denbigh).
- Alice Thynne (décédée en 1847)
- John Thynne (4e marquis de Bath) (1831 – 1896)
- Henry Frederick Thynne (1832 – 1904), marié à Ulrica Seymour, fille d’Edward Seymour (12e duc de Somerset).

Lord Bath meurt subitement en 1837, n'ayant été marquis que pendant trois mois, et est enterré le 1er juillet 1837 à Longbridge Deverill, près de son domicile, Longleat House, dans le Wiltshire. Son fils aîné, John, lui succéda.